# Лукашук, Игорь Иванович
И́горь Ива́нович Лукашу́к (1 июня 1926, Харьков — 27 января 2007, Москва) — советский и российский учёный-правовед, специалист в области международного права. Доктор юридических наук (1960), профессор, заслуженный деятель науки Российской Федерации (1996), лауреат Государственной премии РФ (2001).

## Биография
Родился 1 июня 1926 года в Харькове в семье мелких служащих.
Окончил 7 классов средней школы. Участник Великой Отечественной войны, на фронте с 1942 по 1945 год. Получил тяжёлое ранение и стал инвалидом. После лечения в госпитале г. Ульяновска, за несколько месяцев изучает школьную программу 8-10 классов и поступает в Харьковский юридический институт. В 1947 году оканчивает его. После окончания института занялся научно-педагогической работой.
В 1950 году зачисляется в штат профессорско-преподавательского состава Саратовского юридического института имени Д. И. Курского, где работает до 1963 года.
В 1951 году в Харьковском юридическом институте защитил диссертацию на соискание учёной степени кандидата юридических наук по теме «Договоры о дружбе, сотрудничестве и взаимной помощи между СССР и странами народной демократии».
В 1960 году в МГИМО защитил диссертацию на соискание учёной степени доктора юридических наук по теме «СССР и международные договоры: некоторые проблемы теории и практики».
В 1963 году избирается на должность заведующего кафедрой международного права и иностранного законодательства Киевского государственного университета имени Т. Г. Шевченко, где работал до 1985 года.
Лукашук неоднократно участвовал в качестве члена правительственной делегации Украины в сессиях Генеральной Ассамблеи ООН, являлся членом её шестого комитета (по правовым вопросам), представлял Украинскую ССР в 1971 году в Комиссии ООН по правам человека (был членом рабочей группы ООН по подготовке проекта Конвенции «О правах трудящихся мигрантов и членов их семей», с 1963 по 1985 года представлял Украинскую ССР в Постоянной палате Третейского Суда в Гааге. Венская дипломатическая конференция «О праве международных договоров» (1968—1969 гг.) проходила при активном участии профессора И. И. Лукашука.
С 1985 года жил и работал в Москве, где возглавлял Центр международно-правовых исследований Института государства и права Российской академии наук.
Читал лекции по международному праву в 15 зарубежных университетах и в Гаагской академии международного права. Его курс лекций «Parties to Treaties. The Right of Participation» опубликован Гаагской академией международного права.
С 1995 по 2002 год был членом Комиссии международного права ООН. С 1997 года — член Экспертно-консультационного совета по международному праву при Председателе Государственной Думы Российской Федерации. С 1998 года — член Экспертного Совета комиссии по вопросам гражданства при Президенте Российской Федерации, председатель Совета по защите диссертаций по международному праву, эксперт Высшей Аттестационной Комиссии Российской Федерации; председатель редакционного совета журнала «Международное публичное и частное право», член редакционной коллегии «Государство и право», член редакционной коллегии «Российского Ежегодника международного права»; член Постоянной палаты третейского суда (Permanent Court of Arbitration); старший партнёр фирмы «Лукашук и партнёры»; вице-президент Российской Ассоциации международного права.
Владел русским, украинским, английским, немецким, польским, французским, белорусским, болгарским, словацким, чешским и сербохорватским языками.
Похоронен в Киеве на Байковом кладбище.

## Научные труды

### Монографии
- Лукашук И. И. Разработка проекта международного договора (Саратов, 1957)
- Лукашук И. И. Структура и форма международных договоров. — Саратов: Саратовский юридический институт имени Д. И. Курского, 1960. - 131 с.
- Лукашук И. И. Источники международного права. — К.: Киевский ордена Ленина государственный университет имени Т. Г. Шевченко, 1966. — 127 с.
- Лукашук И. И. Стороны в международных договорах. — М.: Юридическая литература, 1966. — 151 с.
- Лукашук И. И. Право на участие в договорах (Гаага, 1972)
- Лукашук И. И. Отношения мирного сосуществования и международное право: (Проблемы международно-правового регулирования). — К.: Вища школа Издательство во при Киевском ун-те, 1974. — 207 с.
- Лукашук И. И. Международно-правовое регулирование международных отношений. — М.: Международные отношения, 1975. — 176 с.
- Лукашук И. И. Функционирование международного права (М., 1992)
- Лукашук И. И. Международное право в судах государств. — СПб.: Социально-коммерческая фирма "Россия-Нева", 1993. — 301 с. ISBN 5-88336-009-2
- Лукашук И. И. Нормы международного права в международной нормативной системе / Рос. акад. наук, Ин-т государства и права. — М.: Спарк, 1997. — 321,[1] с. ISBN 5-88914-062-0
- Лукашук И. И., Шинкарецкая Г. Г. Международное право: Элементарный курс. — М.: Юристъ, 2000. — 215 с. ISBN 5-7975-0354-9
- Лукашук И. И. Глобализация, государство, право, XXI век / Ин-т государства и права Рос. акад. наук. — М. : Спарк, 2000. — XVII, 262 с. ISBN 5-88914-148-1
- Лукашук И. И. Средства массовой информации, государство, право (М., 2001)
- Лукашук И. И. Право международной ответственности / Рос. акад. наук, Ин-т государства и права. — М.: Волтерс Клувер, 2004. — XXII, 404, [1] с.  ISBN 5-466-00013-2

### Учебники
- Алексеева Л. Б., Жуйков В. М., Лукашук И. И. Международные нормы о правах человека и применение их судами Российской Федерации : Практическое пособие. - М. : Права человека, 1996. - 426 с. ISBN 5-7712-0023-9
- Лукашук И. И. Международное право. Общая часть: Учебник для юридических факультетов и вузов. — М.: Бек, 1996. — 367 с. ISBN 5-85639-129-2
- Лукашук И. И., Наумов А. В. Выдача обвиняемых и осужденных в международном уголовном праве: Учебно-практическое пособие /Акад. правовой ун-т, Ин-т государства и права РАН. — М.: Российский юридический издательский дом, 1998. — 160 с. ISBN 5-88635-029-2
- Лукашук И. И., Наумов А. В. Международное уголовное право : Учебник для юридических факультетов и вузов / Ин-т государства и права Рос. акад. наук. Акад. правовой ун-т. — М.: Спарк, 1999. — 286, [1] с. ISBN 5-88914-129-5
- Лукашук И. И. Форма международных договоров: Учебно-практическое пособие / Рос. акад. наук. Ин-т государства и права РАН. Акад. правовой ун-т. — М.: Спарк, 2001. — 111 с. ISBN 5-88914-178-3
- Лукашук И. И. Искусство деловых переговоров: Учебно-практическое пособие / Рос. акад. наук. Ин-т государства и права, Акад. правовой ун-т. — М.: БЕК, 2002. — 199 с. ISBN 5-85639-337-6
- Лукашук И. И. Международное право: учебник в 2 томах (М., 2004).
- Лукашук И. И. Международное право : особенная часть: учебник для студентов юридических факультетов и вузов. — 3-е изд., перераб. и доп. — М.: Волтерс Клувер, 2005. — 517, [1] с. (Библиотека студента / Рос. акад. наук, Ин-т государства и права, Акад. правовой ун-т). ISBN 5-466-00104-X
- Лукашук И. И. Международное право. Особенная часть: учебник для студентов юридических факультетов и вузов. — 3-е, перераб. и доп. — М.: Волтерс Клувер, 2007. — 517, [1] с. (Библиотека студента / Российская акад. наук, Ин-т государства и права, Акад. правовой ун-т). ISBN 5-466-00104-X
- Лукашук И. И. Международное право. Общая часть: учебник для студентов юридических факультетов и вузов. — 3-е изд., перераб. и доп. — М.: Волтерс Клувер, 2008. — XV, [1], 415 с. (Библиотека студента / Российская акад. наук, Ин-т государства и права, Акад. правовой ун-т). ISBN 978-5-466-00103-7

## Семья
- Жена — Галина Кирилловна Дмитриева (1940—2025).
- Дочь — Ольга Игоревна Лукашук (род. 1953) — юрист, специалист по международному праву, кандидат юридических наук (1980)[2].
- Старший сын — Леонид Игоревич Лукашук (род. 1957) — математик, кандидат физико-математических наук (1985)[3].
- Младший сын — Вадим Игоревич Дмитриев (род. 1967) — юрист.

## Звания и награды
- Лауреат Государственной премии Российской Федерации;
- Премия имени Ф. Ф. Мартенса;
- Орден Красной Звезды;
- Орден Отечественной войны I степени;
- Орден Центрально-Африканской Республики.